# Försäljare

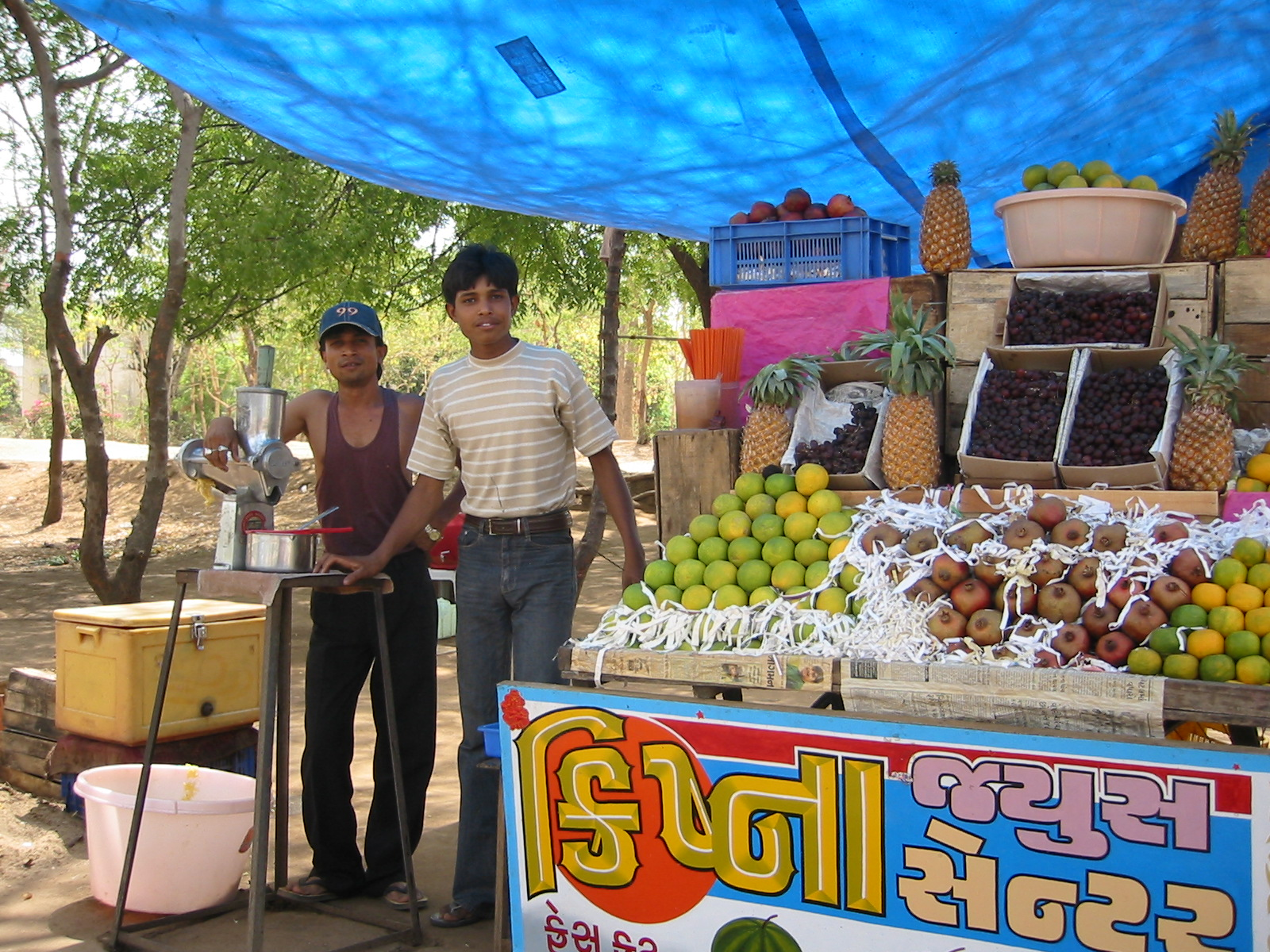
Fruktförsäljare i Indien.

En försäljare eller säljare (om kvinnor i äldre språkbruk även försäljerska eller säljerska) är en person som har som målsättning att sälja varor eller tjänster till en kund.
Försäljare är en yrkesgrupp, men även privatpersoner som säljer något kallas försäljare. En person som arbetar som försäljare kan t.ex. vara expedit i en butik, telefonförsäljare, företagssäljare eller innesäljare.
Försäljare i form av titlarna företagsäljare och butikssäljare finns med på listan över de 30 vanligaste yrkena i Sverige 2020.
Säljare och köpare utgör motsatspar och är de vanliga benämningarna på parterna i ekonomiska avtal.